# Acridonă
Acridona este un compus organic, structural având la bază același nucleu dibenzopiridinic ca și acridina. Din punct de vedere chimic este 4-aza-9(10H)-acridona. Unul dintre derivații săi și anume 1-hidroxi-10-metil-9,10-dihidroacrid-9-ona are rezultate deosebit în tratarea infecțiilor cauzate de HIV
 Arhivat în 17 iulie 2007, la Wayback Machine.

## Sinteză

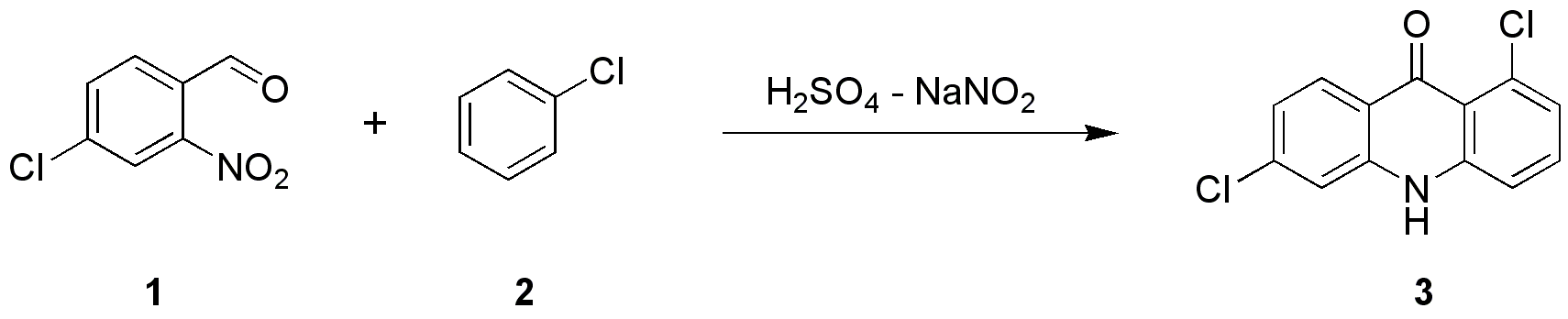
Reacția are la bază condensarea nitrobenzaldehidei cu un derivat halogenat aromatic în cazul de față clorbenzen

Prima fază a reacției constă în protonarea precursorului (4)2 nitrobenzaldehidă, protonare care are loc în prezența acidului sulfuric.Are loc formarea intermediarului (5), cu caracter electrofilic.Acesta va ataca benzenul sau arena utilizată, cu formarea de benzhidrol (6), care va suferi o reacție de ciclizare în compusul (7) și apoi (8).Tratarea intermediarului cu acid azotos (NaNO2/H2SO4) determină formarea N-nitroz acridonei(11)prin intermediarii 9 și 10, gruparea nitrozo fiind indepărtată in final în mediu acid.